# ظهرة هجار (حبيش)
ظهرة هجار محلة تابعة لقرية هجار، التابعة لعزلة بني الضاحتين بمديرية حبيش إحدى مديريات محافظة إب في الجمهورية اليمنية، بلغ تعداد سكانها 70 حسب تعداد اليمن لعام 2004.